# Omar Sívori
Enrique Omar Sívori (San Nicolás de los Arroyos, Buenos Aires, 2 de octubre de 1935-San Nicolás de los Arroyos, Buenos Aires, 17 de febrero de 2005) fue un futbolista y entrenador argentino nacionalizado italiano. En River Plate obtuvo tres títulos de Primera División y con la selección argentina ganó el Campeonato Sudamericano 1957, del que se lo eligió Mejor jugador. En la Juventus de Turín obtuvo tres scudetto y dos Copa Italia. En 1961 ganó el Balón de Oro, que en ese momento se le era dado al Mejor jugador europeo.
Jugaba de centrocampista ofensivo, se lo considera uno de los mejores futbolistas argentinos de la historia y es parte de la lista FIFA 100, hecha por Pelé. Ocupa el decimosexto lugar en el ranking del Mejor jugador sudamericano del siglo, publicada por IFFHS en 2004, e integra otra lista de dicha organización, la de los mejores jugadores del siglo XX, elaborada por expertos e historiadores de la FIFA.

## Trayectoria

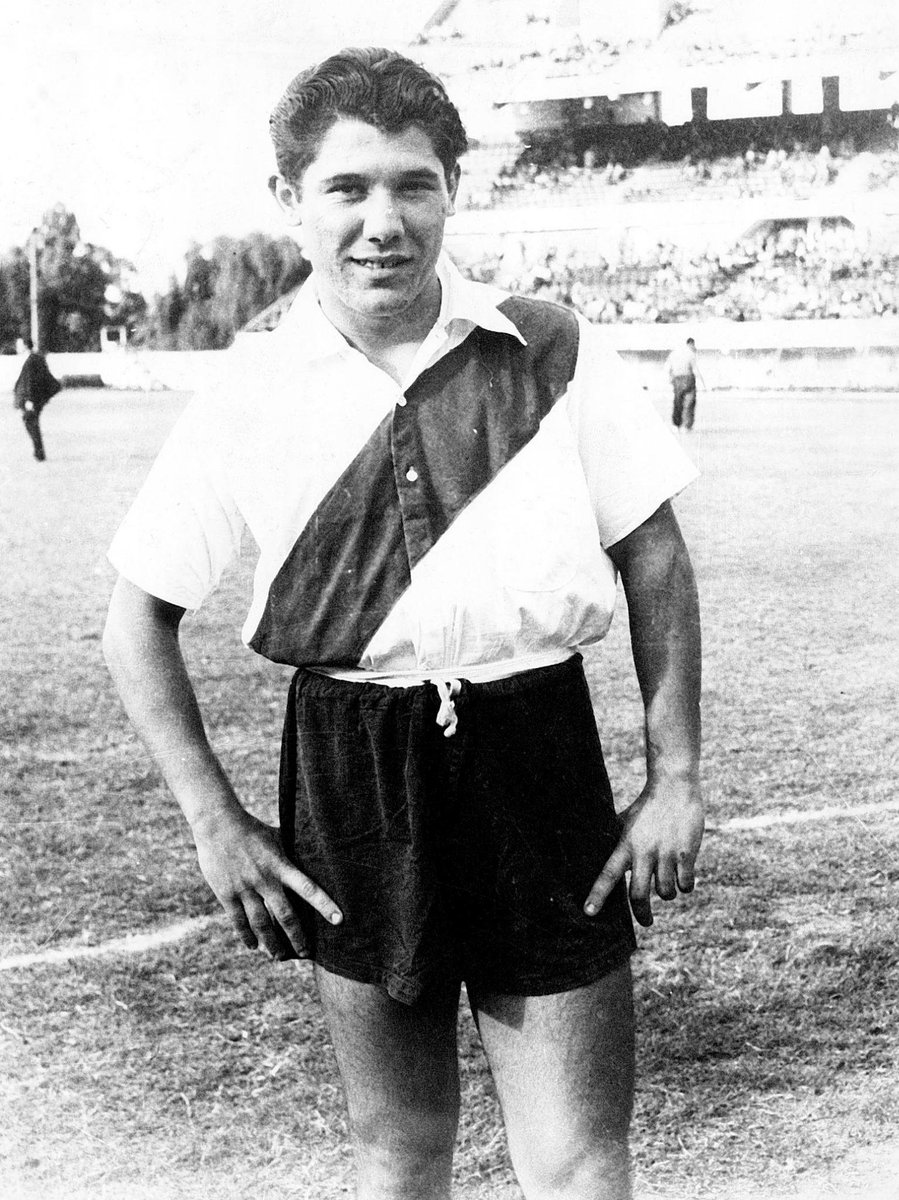
Enrique Omar Sívori en 1954.

Sívori comenzó su carrera en River Plate a partir de la cuarta división y, desde el momento en que pisó Buenos Aires, comenzó a deslumbrar. Debutó en Primera División a los 17 años de edad, ante Lanús, el 4 de abril de 1954, entrando en reemplazo de Ángel Labruna, ídolo histórico del club, y anotó el quinto gol de su equipo a los 41 minutos del segundo tiempo. Jugó en total 63 partidos, convirtió 28 goles y participó en la obtención del tricampeonato de 1955, 1956 y 1957.
Ocho fechas más tarde de su debut, se consagró e hizo su puesta de largo en La Bombonera, campo de su clásico rival, el Club Atlético Boca Juniors. En aquel encuentro enloqueció a la defensa boquense junto con Norberto Menéndez. River venció 1-0 con gol de Eliseo Prado, con una actuación trascendental de Sívori y Menéndez.
El 5 de mayo de 1957, contra Rosario Central, jugó su último partido en River, donde fue todo un ídolo, algo que continuó siendo en Italia, en la Juventus de Turín, a la que fue transferido por la cantidad de diez millones de pesos argentinos, récord de la época. Con el dinero recibido por su ficha, el River terminó la construcción del Estadio Monumental de Buenos Aires. En el Juventus, alcanzó la consideración de mito al ganar tres títulos de Serie A (1958, 1960 y 1961), dos Copa Italia (1959 y 1960) y fue capocannoniere en 1960. Marcó 134 goles en Serie A, 24 goles en la Copa Italia y doce goles en competencias europeas, totalizando 170 goles en la Juventus. Al obtener la doble nacionalidad, recibió el Balón de Oro como mejor jugador europeo en 1961. En 1962, vivió el duelo histórico en la Copa de Europa, la Juventus contra el Real Madrid de Alfredo Di Stéfano.

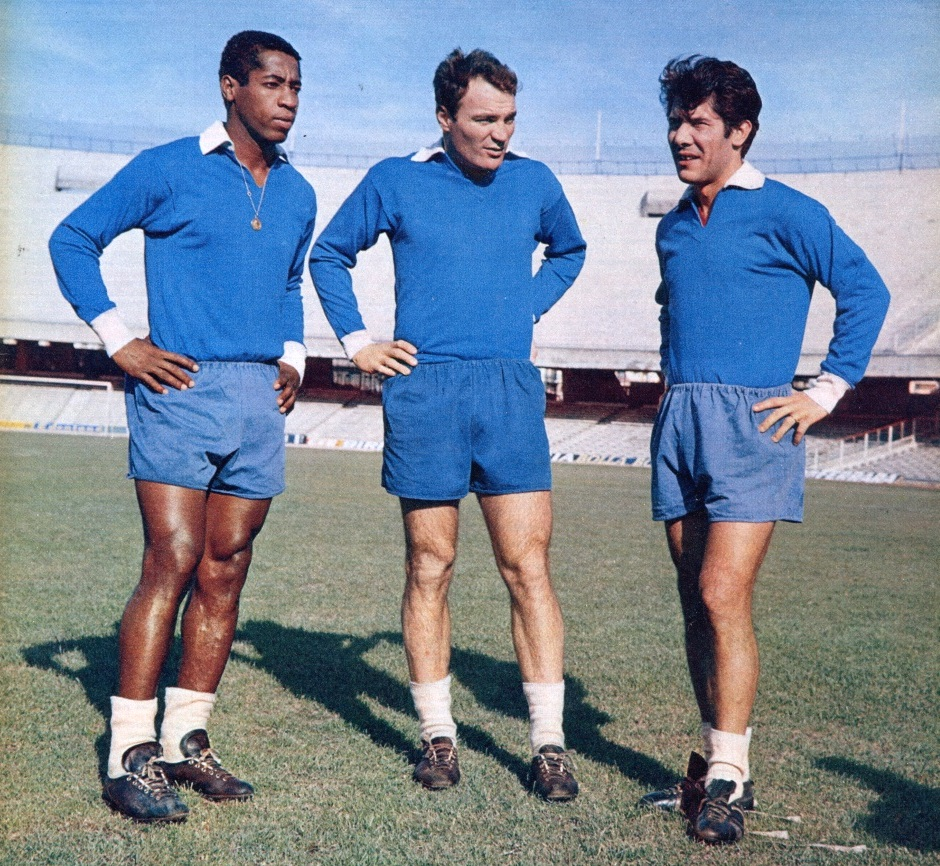
Sívori con los brasileños Canè y Alfafini en el Napoli.

En 1965 pasó al Napoli, en el que permaneció cuatro temporadas. Es considerado uno de los diez más grandes clásicos, anteriores a los años 70. Al igual que otro grande como Di Stéfano, su paso brillante sobre todo se dio a nivel de clubes. El popular "cabezón" era un líder dentro y fuera del campo, poseedor de una increíble personalidad y una capacidad individual muy similar según los críticos, a Diego Armando Maradona, y como este Omar Sívori se convirtió en una especie de rey de la ciudad de Nápoles. Llevó al club de ese puerto del sur de Italia a un subcampeonato; jamás había llegado tan alto.

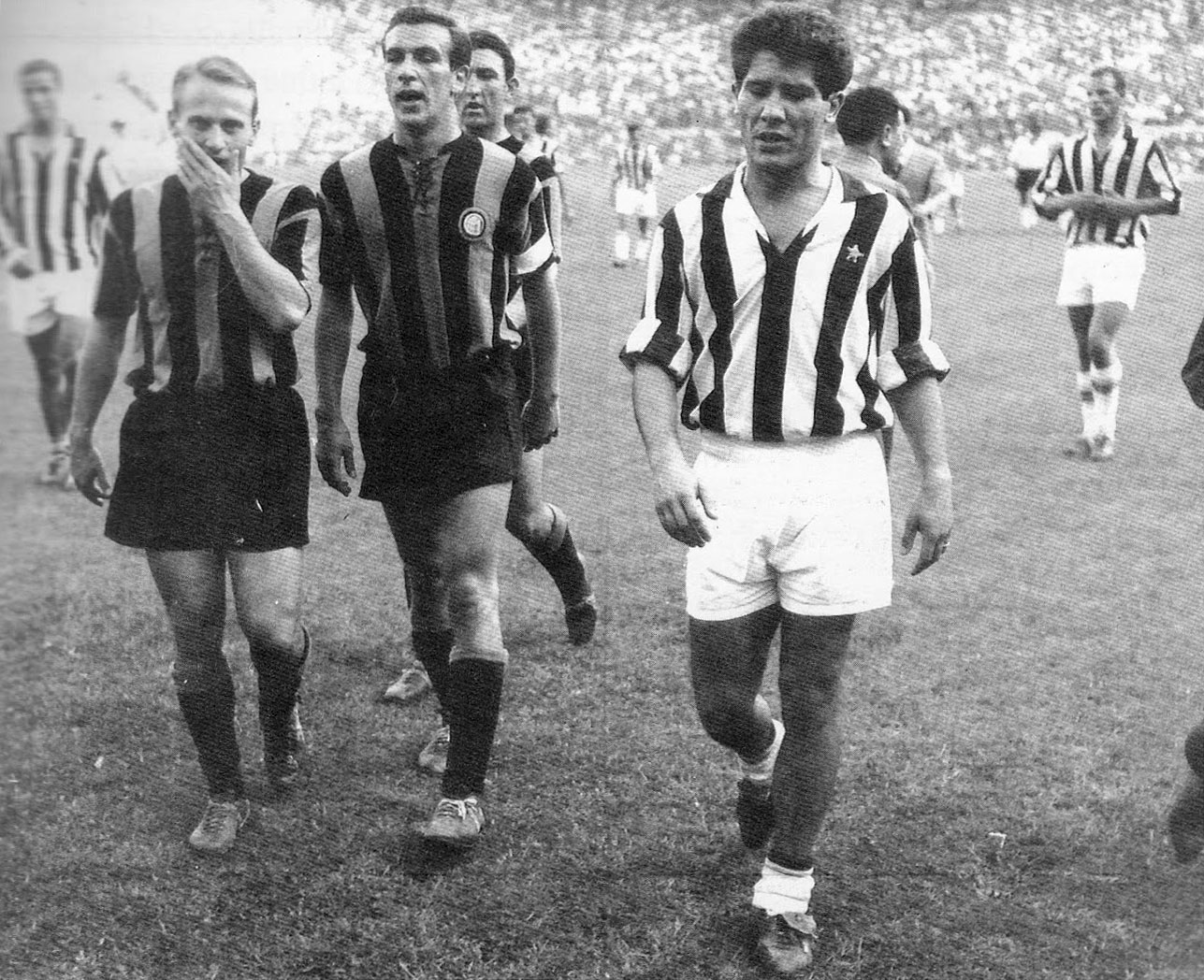
Sívori con la casaca de la Juventus junto a Angelillo, Firmani, Charles en la final de la Copa Italia 59', ganada por 4-1 ante el Inter.

Durante su estancia en Italia rivalizó con Antonio Valentín Angelillo del Football Club Internazionale Milano o Inter de Milán, compañero suyo en la selección argentina. En el mismo equipo nacional formó parte de la famosa delantera llamada de "Los carasucias", que se proclamó campeona de la Copa América 1957.
También fue internacional con la selección italiana con la que llegó a disputar la Copa Mundial de Fútbol de 1962 en Chile. Finalmente, tuvo que retirarse en el Nápoles el 1 de diciembre de 1968 tras una lesión de rodilla.
Tras su retiro dirigió como técnico entre otros clubes a Rosario Central, River Plate, Estudiantes de La Plata, Racing, Vélez Sarsfield y a la selección Argentina en las eliminatorias para la Copa Mundial de Fútbol de 1974 en Alemania. Entre 1993 y 1994, colaboró como columnista del diario Clarín de Buenos Aires.

## Selección nacional

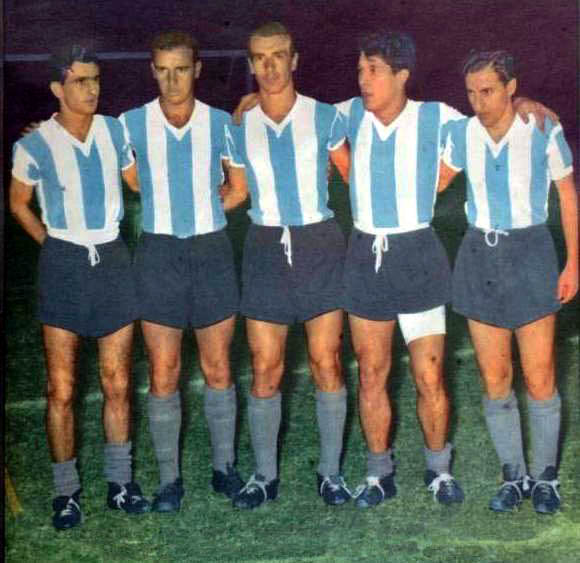
Los Carasucias, en la Copa América de 1957 ganada por Argentina: Corbatta, Maschio, Angelillo, Sívori y Cruz.

Fue internacional con las Selecciones argentina e italiana. Por el equipo argentino jugó 18 partidos y marcó 9 goles, además ganó la Copa América 1957. Por el Seleccionado italiano jugó 9 partidos, marcando 8 goles.
Con la selección argentina tuvo una vinculación corta pero muy intensa, y es que Omar formó parte integrante de los increíbles "Carasucias de Lima". Un combinado nacional que se proclamó Campeón del Sudamericano del 57. Aquella línea de ataque pasó a la historia, estuvo compuesta por: Corbatta, Maschio, Angelillo, Sívori y Cruz; una línea atacante que regaló a los peruanos un aluvión de fútbol y goles. Ocho goles a Colombia, tres a Ecuador, cuatro a Uruguay, seis a Chile, tres a Brasil. Tan solo perdieron con Perú, pero para entonces ya eran campeones, Sívori hizo ocho tantos.

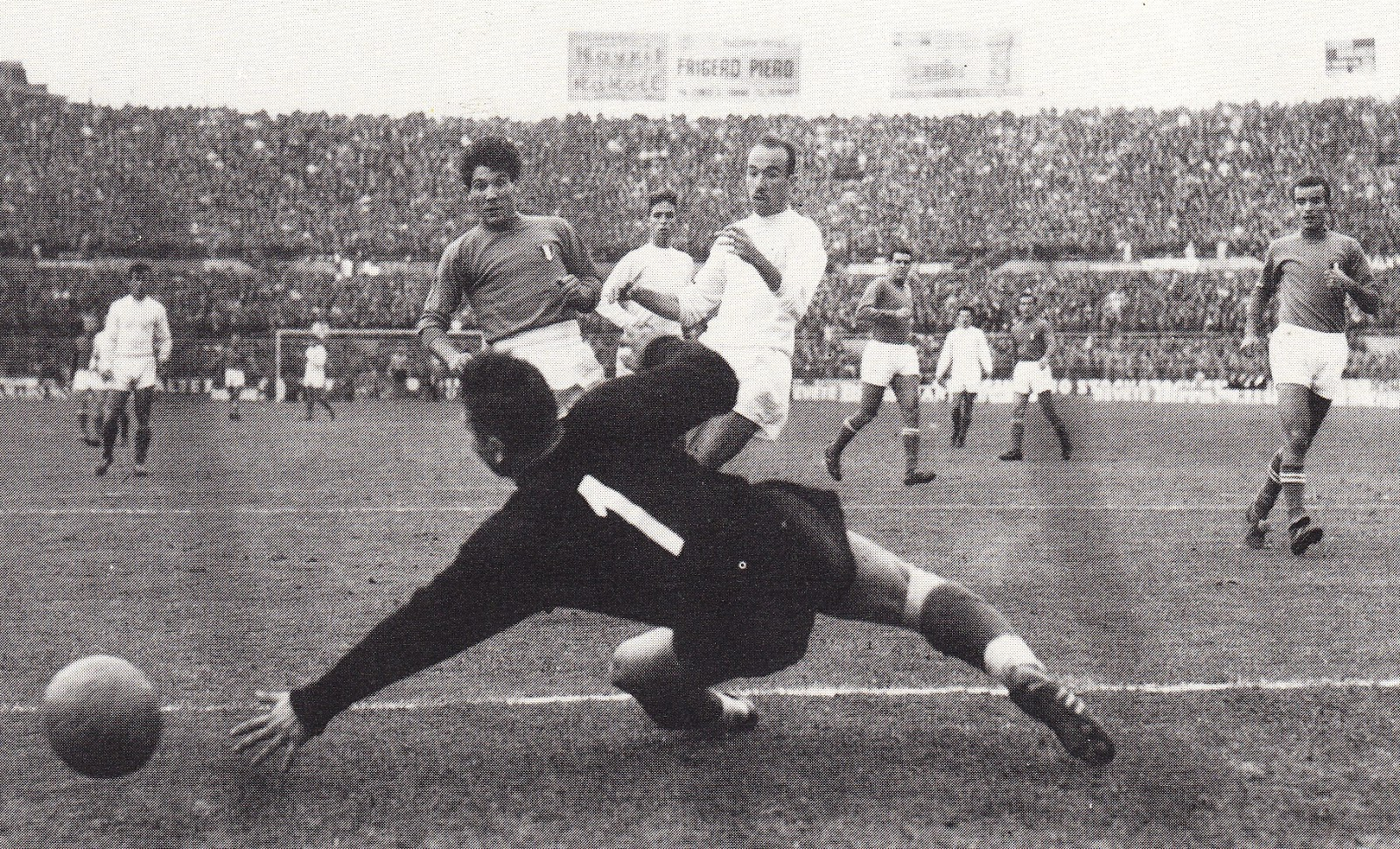
Sívori marca un gol para Italia en 1961

En 1973 fue convocado como Director Técnico de la selección argentina, con el objetivo de clasificar para el Mundial de Alemania Occidental. El objetivo fue conseguido, invictos contra las selecciones de Paraguay y Bolivia, ganándole a esta última en La Paz, con un equipo que incluyó jugadores especialmente entrenados en la altura, que pasó a la historia como "La Selección fantasma".
Sívori presentó su dimisión antes del Mundial. Sívori y la AFA, han discrepado sobre los premios que deberían pagarse a los jugadores por una serie de partidos amistosos. Según Sívori: “Se pagarían entre 500 y 700 mil pesos a cada jugador”, y según Horacio Bruzzone, presidente de la federación,  “al plantel no hay que pagarle un peso más de los 400 mil por el partido contra Alemania y 200 por el partido frente a Israel”.
Sívori también  estaba molesto porque no le habían firmado el contrato a su ayudante Miguel Ignomiriello y tampoco al preparador físico, el profesor Jorge Kistenmacher. Según Sívori: “Los jugadores me trataron de convencer que no me fuera. Lo lamento por los muchachos, ellos querían dejar el hotel conmigo pero, por suerte pude engañarlos y se acostaron pensando que me quedaría. Pero yo estoy harto de que algunos dirigentes trabajen mal y yo tenga que pagar los platos rotos. Tampoco pretendo que se haga lo que a mí se me ocurra, pero quiero que se respete la palabra”.

### Participaciones en Copas del Mundo
| Mundial                        | Sede  | Resultado      | Partidos | Goles |
| ------------------------------ | ----- | -------------- | -------- | ----- |
| Copa Mundial de Fútbol de 1962 | Chile | Fase de grupos | 2        | 0     |

### Participaciones en Sudamericanos
| Mundial                      | Sede    | Resultado     | Partidos | Goles |
| ---------------------------- | ------- | ------------- | -------- | ----- |
| Campeonato Sudamericano 1956 | Uruguay | Tercer puesto | 4        | 1     |
| Campeonato Sudamericano 1957 | Perú    | Campeón       | 5        | 3     |

## Estadísticas

### Clubes
| River Plate Argentina                                                                              | 1.ª                 | 1954                | 16  | 8   | —  | —  | —  | —  | 16  | 8   | 0.50 |
| River Plate Argentina                                                                              | 1.ª                 | 1955                | 23  | 11  | —  | —  | —  | —  | 23  | 11  | 0.48 |
| River Plate Argentina                                                                              | 1.ª                 | 1956                | 23  | 10  | —  | —  | —  | —  | 23  | 10  | 0.43 |
| River Plate Argentina                                                                              | 1.ª                 | 1957                | 1   | 0   | —  | —  | —  | —  | 1   | 0   | 0.00 |
| River Plate Argentina                                                                              | Total               | Total               | 63  | 29  | 0  | 0  | 0  | 0  | 63  | 29  | 0.46 |
| Juventus · Italia                                                                                  | 1.ª                 | 1957-58             | 32  | 22  | 8  | 9  | —  | —  | 40  | 31  | 0.78 |
| Juventus · Italia                                                                                  | 1.ª                 | 1958-59             | 24  | 15  | 3  | 4  | 2  | 3  | 29  | 22  | 0.76 |
| Juventus · Italia                                                                                  | 1.ª                 | 1959-60             | 31  | 28  | 4  | 3  | —  | —  | 35  | 31  | 0.89 |
| Juventus · Italia                                                                                  | 1.ª                 | 1960-61             | 27  | 25  | 1  | 2  | 1  | 1  | 29  | 28  | 0.97 |
| Juventus · Italia                                                                                  | 1.ª                 | 1961-62             | 25  | 13  | —  | —  | 5  | 2  | 30  | 15  | 0.50 |
| Juventus · Italia                                                                                  | 1.ª                 | 1962-63             | 33  | 16  | 4  | 2  | —  | —  | 37  | 18  | 0.49 |
| Juventus · Italia                                                                                  | 1.ª                 | 1963-64             | 29  | 13  | 2  | 1  | 4  | 0  | 35  | 14  | 0.40 |
| Juventus · Italia                                                                                  | 1.ª                 | 1964-65             | 15  | 3   | 1  | 1  | 3  | 2  | 19  | 6   | 0.32 |
| Juventus · Italia                                                                                  | Total               | Total               | 216 | 135 | 23 | 23 | 15 | 8  | 254 | 166 | 0.65 |
| Napoli · Italia                                                                                    | 1.ª                 | 1965-66             | 33  | 7   | 1  | 0  | —  | —  | 34  | 7   | 0.21 |
| Napoli · Italia                                                                                    | 1.ª                 | 1966-67             | 20  | 2   | —  | —  | 5  | 3  | 25  | 5   | 0.20 |
| Napoli · Italia                                                                                    | 1.ª                 | 1967-68             | 7   | 2   | —  | —  | —  | —  | 7   | 2   | 0.29 |
| Napoli · Italia                                                                                    | 1.ª                 | 1968-69             | 3   | 1   | —  | —  | 2  | 0  | 5   | 1   | 0.20 |
| Napoli · Italia                                                                                    | Total               | Total               | 63  | 12  | 1  | 0  | 7  | 3  | 71  | 15  | 0.21 |
| Total en su carrera                                                                                | Total en su carrera | Total en su carrera | 342 | 176 | 24 | 23 | 22 | 11 | 388 | 210 | 0.54 |
| (1)Incluye datos de Copa Italia. (2)Incluye datos de Copa de Campeones de Europa y Copa de Ferias. |                     |                     |     |     |    |    |    |    |     |     |      |

### Selección
| Argentina |                      |    |    |    |   |   |    |    |      |      |
| 1956 | 4                    | 0  | 9  | 6  | — | — | 13 | 6  | 0.46 |      |
| 1957 | 1                    | 0  | 5  | 3  | — | — | 6  | 3  | 0.50 |      |
| Total | 5                    | 0  | 14 | 9  | 0 | 0 | 19 | 9  | 0.47 |      |
| Italia |                      |    |    |    |   |   |    |    |      |      |
| 1961 | 3                    | 4  | —  | —  | 2 | 4 | 5  | 8  | 1.60 |      |
| 1962 | 2                    | 0  | —  | —  | 2 | 0 | 4  | 0  | 0.00 |      |
| Total | 5                    | 4  | 0  | 0  | 4 | 4 | 9  | 8  | 0.89 |      |
| Total en selecciones | Total en selecciones | 10 | 4  | 14 | 9 | 4 | 4  | 28 | 17   | 0.64 |
| (1) Incluye los partidos de Campeonato Sudamericano y Campeonato Panamericano de Fútbol. (2) Incluye los partidos de la Copa Mundial de Fútbol y clasificación. |                      |    |    |    |   |   |    |    |      |      |

### Resumen
| Competición                   | Partidos | Goles | Promedio |
| ----------------------------- | -------- | ----- | -------- |
| Liga                          | 342      | 176   | 0,51     |
| Copas nacionales              | 24       | 24    | 1,00     |
| Competiciones internacionales | 22       | 11    | 0,50     |
| Selección argentina           | 19       | 9     | 0,47     |
| Selección italiana            | 9        | 8     | 0,88     |
| Total                         | 421      | 241   | 0,57     |

## Palmarés

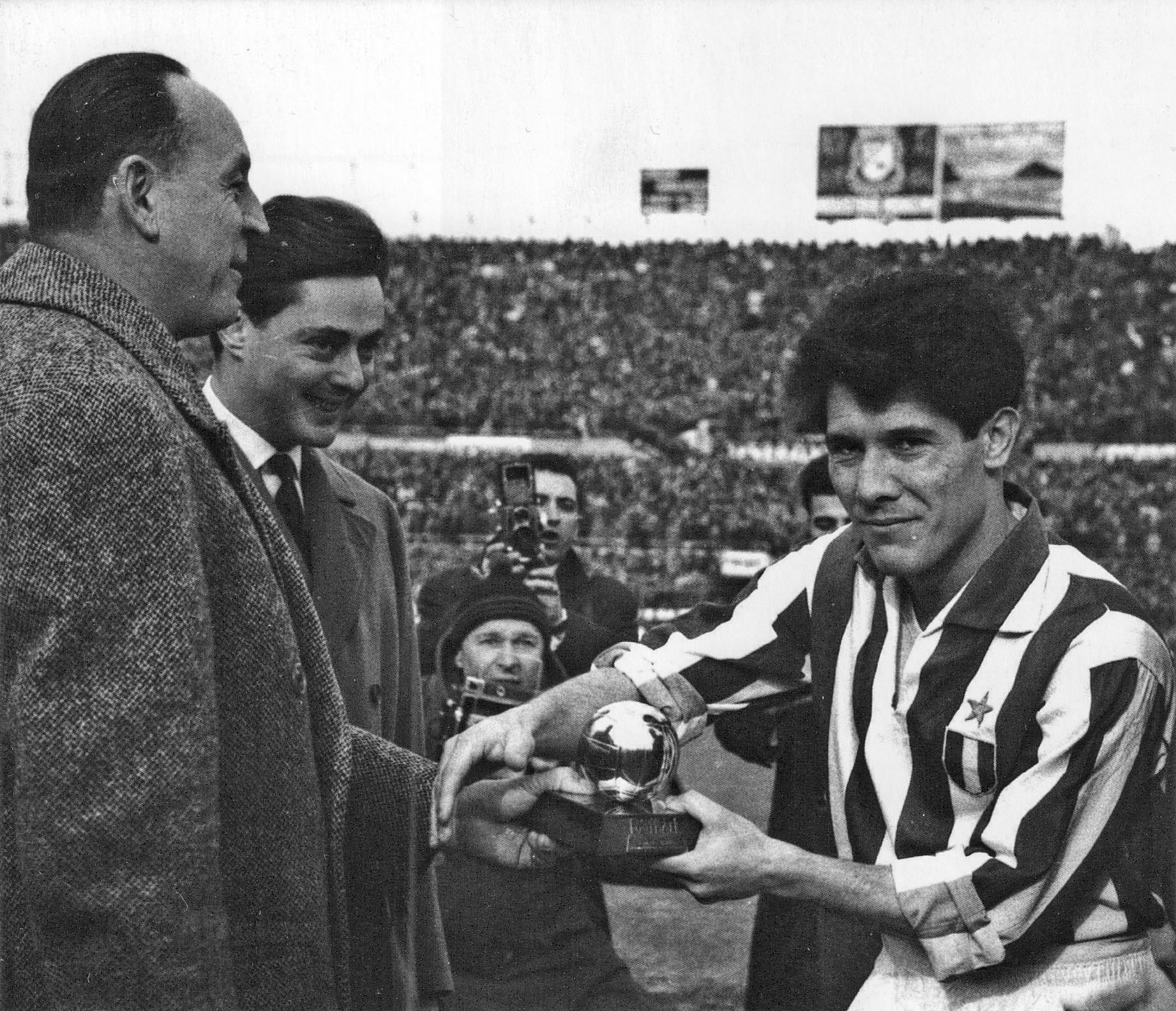
Omar Sívori, ganador del Balón de Oro de 1961.

### Campeonatos nacionales
| Título           | Equipo      | País      | Año  |
| ---------------- | ----------- | --------- | ---- |
| Primera División | River Plate | Argentina | 1955 |
| Primera División | River Plate | Argentina | 1956 |
| Primera División | River Plate | Argentina | 1957 |
| Serie A          | Juventus FC | Italia    | 1958 |
| Copa Italia      | Juventus FC | Italia    | 1959 |
| Serie A          | Juventus FC | Italia    | 1960 |
| Copa Italia      | Juventus FC | Italia    | 1960 |
| Serie A          | Juventus FC | Italia    | 1961 |

### Copas internacionales
| Título       | Equipo              | País | Año  |
| ------------ | ------------------- | ---- | ---- |
| Copa América | Selección Argentina | Perú | 1957 |

### Distinciones personales
| Distinción                                                   | Año  |
| ------------------------------------------------------------ | ---- |
| Máximo goleador del Campeonato Panamericano                  | 1956 |
| Mejor Jugador de la Copa América                             | 1957 |
| Premio Capocannoniere, Goleador de la Serie A                | 1959 |
| Balón de Oro, Mejor Futbolista Europeo                       | 1961 |
| Galardonado como miembro FIFA 100                            | 2004 |
| 16º Lugar en el Ranking Mejor jugador sudamericano del siglo | 2004 |

## Vida privada
Enrique Omar Sívori nació en San Nicolás de los Arroyos (Buenos Aires) el 2 de octubre de 1935. Parte de su familia paterna proviene del pueblo italiano Cavi di Lavagna, ubicado en Lavagna (Génova), y la de su madre, Carolina Tiracchia, emigró a Argentina desde Tornareccio (Chieti). Tras haberse operado dos años antes, falleció el 17 de febrero de 2005 en su ciudad natal, víctima de cáncer de páncreas. Estaba casado con María Elena Casas y tenía tres hijos: Miriam, Néstor y Humberto, que murió en 1978.
En 1970 incursionó en el cine, interpretándose a sí mismo en Il presidente del Borgorosso Football Club, comedia a la italiana escrita y protagonizada por Alberto Sordi.
Fue un ferviente simpatizante del peronismo. 